# 虹彩六號台灣菁英聯賽
虹彩六號台灣菁英聯賽（簡稱R6OLTW），也被稱為台灣菁英聯賽、R6菁英聯賽，是以《虹彩六號：圍攻行動》為項目的地區層級電子競技赛事，也是《Ubisoft》首次在台灣地區主辦之官方聯賽，宗旨為提供台灣頂尖競技隊伍長期穩定賽事環境與成長機會，並藉此賽事活絡遊戲社群熱度。第一季賽事於2019年末展開，全台將有眾多隊伍爭奪新臺幣50萬元的總獎金。
2022年5月，《Ubisoft》正式宣布將整併東南亞地區「菁英聯賽」為「《虹彩六號》東南亞菁英聯賽」。

## 賽事架構
「亞太國家聯賽」（Asia-Pacific National Leagues）底下的地區聯賽：
- 日本
- 韓國
- 東南亞（台灣、泰國、馬來西亞、新加坡、菲律賓、印尼等）
- 大洋洲
- 南亞（印度等）

而「菁英聯賽」（Operation League）是東南亞地區《虹彩六號：圍攻行動》的職業電競聯賽，由育碧和 4Gamers 聯合主辦和組織。該聯賽於 2019 年 11 月正式啟動。
該聯賽分為三個二級聯賽：「台灣菁英聯賽」、「泰國」和「新馬/菲律賓/印尼」，每個聯賽都有各自的比賽。每年 11 月，這些聯賽的頂尖隊伍將晉級「東南亞錦標賽」（SEA Championship），並於「亞太聯賽升降賽」（APAC League Relegation）爭奪亞太南區（APAC League - South division）的兩個席位。
自 2022 年 6 月起，這些二級聯賽將不再擁有各自的比賽，並合併為「東南亞菁英聯賽」（Operation League Southeast Asia）。

## 賽制
「台灣菁英聯賽」初賽32支隊伍組成係由主辦方指定期限內線上報名成功之隊伍為原則，並有一定數量隊伍作為備取。完整賽事共有三階段－初賽、小組賽及決賽，而進入決賽的2支隊伍將獲得下一季虹彩六號台灣菁英聯賽的保送資格。

### 初賽
- 由至多32支隊伍分組進行。
- 採 BO1 單敗淘汰制。
- 共晉級4支隊伍至初賽第二階段。

### 小組賽
- 由2支初賽第二階段晉級隊伍與4支上季保送隊伍組成。
- 採 BO1 三循環積分制。
- 積分排名前四名之隊伍晉級決賽。

### 決賽
- 由1支小組賽晉級隊伍組成。
- 採 BO51 冒泡單敗淘汰制。
- 最終勝利之隊伍即為當季冠軍。

## 各賽季排名
進入決賽之隊伍將可爭奪總獎金池新臺幣50萬元獎金，其中冠軍可獲得25萬元、亞軍12萬元、季軍8萬元、殿軍5萬元
。
| 賽季   | 時間                  | 冠軍              | 亞軍             | 季軍          | 殿軍             |
| ------ | --------------------- | ----------------- | ---------------- | ------------- | ---------------- |
| 第一季 | 2019年11月－2020年2月 | Seventh Heaven    | WDNMD 我帶你們打 | Velocity9     | You Got Jebaited |
| 第二季 | 2020年2月－2020年4月  | Team Notorious    | Seventh Heaven   | DCC           | THEM Gaming      |
| 第三季 | 2020年8月－2020年10月 | Electrify Esports | Team Unknown     | Velocity9     | Team Revenant    |
| 第四季 | 2021年1月－2021年3月  | Seventh Heaven    | Velocity9        | Team Unknown  | Bikini Bottom    |
| 第五季 | 2021年5月－2021年7月  | Velocity9         | Seventh Heaven   | EPOCH Esports | Team Bruh        |
| 第六季 | 2021年9月－2021年10月 | Velocity9         | Dire Wolves      | Ordinary Zion | Team Shepherd    |
| 第七季 | 2022年3月－2022年5月  | Dire Wolves       | Velocity9        | Team Bruh     | Bikini Bottom    |

## 外部連結
- 《虹彩六號》官方中文粉絲團
- 《虹彩六號：圍攻行動》官方中文網站 （页面存档备份，存于）
- 《虹彩六號：圍攻行動》台灣菁英聯賽官方粉絲團 （页面存档备份，存于）
- 《虹彩六號：圍攻行動》台灣菁英聯賽官方中文轉播台 （页面存档备份，存于）
- 《Ubisoft》官方YouTube中文頻道 （页面存档备份，存于）